# Томмінокери
«Томмінокери» (англ. The Tommyknockers) — роман американського письменника Стівена Кінга 1987 року. У творі поєднано традиційну для Кінга тематику жахів та наукову фантастику.

## Сюжет
Письменниця Роберта «Боббі» Андерсон живе в містечку Гейвен, штат Мен, на фермі, яку успадкувала від дядька. Вона не ладнає зі старшою сестрою та вважає Гейвен чудовим місцем для писання, попри певну дивність його жителів. На прогулянці в лісі Боббі натрапляє на дивний металевий предмет і стає одержима ідеєю викопати його. Знахідка виявляється частиною похованого під землею космічного корабля іншопланетян. Потривожений корабель випускає невидимий газ, який поступово перетворює людей на істот, схожих на прибульців, які населяли корабель.
Поет Джеймс Ерік «Ґард» Ґарденер, друг і колишній вчитель Боббі, виявляється несприйнятливим до впливу корабля через сталеву пластину в черепі, яку йому вставили після травми. Ґард алкоголік і періодично в нього стаються напади люті. Поет думає про самогубство, проте, вбачаючи в Боббі єдину подругу, Ґард вирішує спершу впевнитися, що з нею все добре. Тому він вирушає в Гейвен.
Прибувши до містечка, Ґард виявляє, що під впливом газу люди набувають надзвичайної винахідливості, вони будують різноманітні пристрої, призначення яких не розуміють. Так, хлопчик Гіллі Бравн конструює пристрій, який переносить його брата Девіда на планету Альтаїр-4. Люди, котрі потрапили під дію газу, не можуть покинути містечко, стаючи залежними від зміненого складу повітря. Розкриваючи здібності до телепатії, деякі з них користуються цим, щоб вивідати чужі секрети та помститися. Частина людей намагається протистояти впливу газу. З-поміж них Рут Маккосленд гине, підриваючи міську церкву, щоб привернути увагу зовнішнього світу до Гейвена.
Утім, Боббі з симпатією ставиться до поета, в той час як до інших істот ставиться, ніби до деталей механізму. Зокрема, вона перетворює свою знайому Енн на «живу батарейку», а потім вчиняє те саме зі своїм собакою. Поступово жителі містечка змінюються і фізично: в них випадають зуби, шкіра стає прозорою, а статеві органи перетворюються на щупальця. Енн використовує залишки своєї життєвої сили, щоб врятувати Ґарда від вороже налаштованого чоловіка.
Протягом кількох тижнів Ґард, Боббі та інші розкопують корабель. Зрештою Боббі та Ґард заходять усередину. Як з'ясовує Ґард, корабель розбився через те, що екіпаж бився один з одним. Він називає цих істот томмінокерами на честь таємничих персонажів дитячого віршика, що стукають у двері. 
Повернувшись додому, Ґард вирішує вбити Бообі, бо більше не вважає її людиною. Але Боббі, погрожуючи пістолетом, намагається змусити Ґарда проковтнути смертельну дозу діазепаму. Ґард, однак, встигає дістати власний пістолет і стріляє в Боббі. Помираючи, Боббі телепатично сповіщає жителів міста про небезпеку. Вони прямують до Ґарда, намірюючись його вбити. Ев Гіллман, дідусь Девіда та Гіллі, допомагає Ґарду втекти в ліс. В'язні томмінокерів повертають Девіда Бравна з Альтаїра-4.
Ґард за допомоги групи інших людей, які лишилися нормальними, встановлює, що телепатія може стати слабкістю томмінокерів, адже їхні передсмертні крики створюють для інших томмінокерів нестерпний шум. Користуючись цим, Ґард проникає на корабель і телепатично запускає його в космос. Майже всі люди, змінені газом, вчиняють самогубство чи гинуть від нормального повітря, але це запобігає подальшому поширенню впливу корабля. Невдовзі агенти ФБР, ЦРУ та таємної урядової організації «Магазин» вторгаються в Гейвен і викрадають уцілілих людей, а також декілька пристроїв, створених ними.
Наприкінці Гіллі знаходить свого брата в безпеці в лікарняній палаті.

## Герої
- Роберта (Боббі) Андерсон (англ. Roberta (Bobbi) Anderson) — письменниця, основна тематика книг якої Дикий Захід;
- Пітер (англ. Peter) — собака Боббі;
- Енн Андерсон (англ. Anne Anderson) — сестра Боббі;
- Джеймс Ерік Ґарденер (англ. James Eric Gardener) — центральний протагоніст, поет і товариш Боббі. Його прозиванка — Ґард;
- Рут Маккосленд (англ. Ruth McCausland) — констебль міста Гевен;
- Гіллі Бравн (англ. Hilly Brown) — хлопчик, який створив прилад (для показу фокусів), який може зробити так, щоб зникнули будь-які предмети (і люди теж), а потім їх можна повернути назад;
- Девід Бравн (англ. David Brown) — брат Гіллі, який опинився у результаті «фокусу» свого брата на Альтаїрі-4 (англ. Altair 4);
- Ев Гіллман (англ. Ev Hillman) — дід Гіллі та Девіда, з імунітетом до «перетворення».

## Мінісеріал
1993 року на каналі ABC було показано однойменний двосерійний мінісеріал, основою для якого став роман. Джиммі Смітс (англ. Jimmy Smits) зіграв Джима Ґарденера, а Марґ Гелґенберґер (англ. Marg Helgenberger) — Боббі Андерсон. Телевізійна версія відрізняється від книги тим, що інопланетяни оживають, висмоктуючи життя із мешканців Гейвена, а не мешканці Гейвена поступово перетворюються на них під дією газу.